# 交響曲第10番 (ベートーヴェン)
ルートヴィヒ・ヴァン・ベートーヴェンの交響曲第10番（こうきょうきょくだい10ばん）は、未完成の交響曲である。この楽曲は、「未完成交響曲」として有名なシューベルトのロ短調や、ブルックナーの第9番、マーラーの第10番などの交響曲と違い、まとまった形の楽章などはなく、曲の断片的なスケッチが残されているのみである。ベートーヴェンは交響曲第10番について準備段階としていくつかのモチーフやアイデアを作成したのみで、本格的な作曲が開始されないまま1827年3月26日に逝去した。

## 構想
ベートーヴェンは、第5番と第6番、第7番と第8番、といったように後期の交響曲を2曲1組として作曲している。その流れに沿い、元々は交響曲第9番と第10番も1対として構想された。交響曲第10番への取り組みは1822年から散発的に開始された。構想の初期段階では、交響曲第9番は純粋な器楽のためのものとされ、第10番は合唱を含むものとして計画されていたが、やがてベートーヴェンはこの2つの楽曲の構想を一つに統一し、より完成度の高い一つの交響曲の作曲へと方針を転換することとなる。この交響曲が、実際の交響曲第9番である。第9番は1824年に完成したが、ベートーヴェンはその後も第10番に対しての取り組みは終わらず、実際ベートーヴェンの書簡には第10番に関する数多くの言及が残されている。曲は変ホ長調で静かに始まり、その後ハ短調の力強いアレグロに変化するとされ、秘書のカール・ホルツもそのメロディをピアノで弾いている。しかし交響曲第9番の完成後、ベートーヴェンの関心は弦楽四重奏曲の作曲へと移った。第10番の最後のスケッチは1825年12月であった。
ベートーヴェンは1827年3月26日に死去した。死の8日前にベートーヴェンは秘書のアントン・シンドラーに代筆を頼み、イグナーツ・モシェレスへの手紙に「ロンドンのフィルハーモニー協会が私の曲のコンサートを金銭的に支援してくださるなら、その恩義に対して私は新しい交響曲で報いるつもりだ。その曲は既に机の上に草案がある。」と書き残している。
1874年、友人のシュテファン・フォン・ブロイニングが出版したベートーヴェンに関する回想録には、交響曲第10番について言及が残されている。そこには、シンドラーが交響曲第10番のスケルツォのメロディを歌ったり、ベートーヴェンが交響曲第10番について父親とよく話題にしていたことが記載されている。またベートーヴェンはドイツ語ではなく英語の声楽を交響曲第10番に取り入れる予定だったが、シンドラーはその事実はないと否定しているので、自分の記憶間違いだったかもしれないとも書かれている。
ベートーヴェンが残した未完成のスケッチの多くは売却されてしまい、それら収集の試みは19世紀には行われなかった。それでも交響曲第10番のスケッチであろうと考えられている断片的な楽譜は数多く発見されており、中には「かなりの可能性で実際の交響曲第10番のスケッチである」と見られているものもある。しかし、大半は真偽の判別がついていない。残されたスケッチは数小節単位の非常に断片的なものであり、また非常にラフな記載で解読困難な部分もある。このため、体系的な調査が行われるのは1960年代まで待つ必要があった。1977年、音楽学者のロバート・S・ウィンター (Robert S. Winter) は、残されたスケッチには交響曲第9番からの新たな飛躍が見られず、おそらくベートーヴェンは交響曲10番の作曲には真剣に取り組んでいなかったのだろうと推測した。

## 補筆の試み
ボンのベートーヴェン・ハウスとベルリン国立図書館などが所蔵しているスケッチを元に、ベートーヴェンの技法を模倣して補筆し、曲として完成させようという試みがある。

### バリー・クーパー版
1983年、ベートーヴェンの研究をしていたバリー・クーパーは西ベルリンの図書館で、交響曲第10番に関するカール・ホルツの説明に一致するスケッチを発見する。またベートーヴェン自身の筆跡で「第1楽章の終わりの部分」という記述も発見した。さらにその次のページには新しい交響曲についての記述も認められた。1988年、クーパーは交響曲第10番変ホ長調を発表した。完成されたのは第1楽章のみで、350小節相当におよぶベートーヴェンのオリジナル・スケッチが検討の対象とされた。これはロイヤル・リヴァプール・フィルハーモニー管弦楽団によって初演された。クーパーはその後、さらに資料収集と検討を重ねて第2稿を発表した。第2稿はウィン・モリス指揮、ロンドン交響楽団によって初演された。クーパー版第1楽章の第1主題はピアノソナタ第8番『悲愴』の第2楽章に酷似しており、スケッチに残された指示通り木管楽器で奏でられる。その第1主題は展開しつつアンダンテで繰り返し提示されるが、途中からティンパニの連打によってスケルツオの第2主題に変わる。これは2つの旋律が残される一方でそれらの主題が別の楽章ではないと指示があり、その変化する部分のスケッチも残されているためである。最後はもう再度第1主題に戻り曲の終わりを迎える。残されたスケッチに比較的忠実に作曲されており、随所にベートーヴェンらしさは感じられるとされるが、採用したスケッチの選択や曲の展開や構築については意見や評価が分かれている。クーパー補筆版の演奏は複数のレーベルから市販された。また、クーパーはこの曲のために来日し、読売日本交響楽団を指揮して公演を行っている（日本初演）。

### デイヴィッド・コープ版
アメリカ合衆国のコンピュータ音楽の専門家でもあり作曲家のデイヴィッド・コープは、自身のAIソフトウェアEmmyを使用して第2楽章のみを作曲させた。

### 七田英明版
2011年4月、七田英明は4楽章からなる交響曲を交響曲第10番ハ短調として発表した。2013年2月23日にイタリア、カントゥの市立サン・テオドーロ劇場で第1楽章のみ初演された。楽譜は総譜のみIMSLPで公開されている。4楽章構成とするにはベートーヴェンの残されたスケッチはあまりにも少なく、例えば第2楽章は数小節のスケッチ1つだけを元にして作曲されている。七田の推考や創作の部分が多く、クーパー版との違いは大きい。

### 2019年のAIによる補筆
2019年、オーストリアのザルツブルクに本拠を置くカラヤン研究所の所長であるマティアス・レーダー (Matthias Roeder) をリーダーとする音楽学者とプログラマーによるチームが「Beethoven X: The AI Project」としてAIを使った補筆を試みた。ドイツテレコムが支援を行った。オーストリアの作曲家ヴァルター・ヴェルツォヴァとラトガーズ大学のAI専門家であるアハメド・エルガマル (Ahmed Elgammal) 教授も参加した。AIは交響曲5番の主題の展開がどのように行われていったかなど学習した。2019年11月に最初のピアノ・サンプルが公開され、ジャーナリスト・音楽学者・ベートーヴェンの専門家の前で演奏されたが、彼らはどの部分がベートーヴェンのオリジナルで、どの部分がAIによる創作なのかを聞き分けることが出来なかった。弦楽四重奏バージョンでも同様の結果であった。最初の完成品は繰り返しを多用した単調な仕上がりであったが、2度目の作品は完成度が増したという。バリー・クーパーは完成した楽曲の一部を聴いたうえで「到底ベートーベンの作品とは思えない―（AIによる作曲は）ベートーベンの意図を歪める危険性がある」として懸念を表明したが、この試みを評価する声もあった。
ベートーヴェンの生誕地であるボンで、2020年4月28日に生誕250年祝賀行事の目玉としてフルオーケストラで演奏される予定だったが、新型コロナウイルス感染症（COVID-19）の流行により行事は延期された。2021年10月9日、ボンで開催されたベートーヴェン音楽祭で一般向けの演奏が行われた。第3・第4楽章がCDリリースされている。
このチームはマーラーやバッハの未完成曲についても同様の作業を試みている。シューベルトの未完成交響曲についても同様の試みを行ったが、完成した曲はシューベルトの曲というよりアメリカの映画音楽に似ているという感想も寄せられた。

## スケッチを流用した交響曲
交響曲第10番のスケッチとされる素材を流用して、新たな交響曲を作曲する試みもなされている。

### ゲルト・プレンゲルの交響曲ハ短調
2011年、ドイツの作曲家ゲルト・プレンゲル（Gerd Prengel）が残されたスケッチを研究し、4楽章構成の交響曲を発表している。楽譜とMIDI音源が公開されている。1990年代にまず第3楽章が完成し、続いて第1楽章と第2楽章が順に作曲され、2011年に第4楽章が作曲された。第1楽章は1822年と1825年のスケッチが用いられたが、クーパーがそのままベートーヴェンのスコアを使用したのに対して、プレンゲルはそれを避けた。第2楽章は1825年のスケッチとそのバリエーションで構成されている。第3楽章は1825年の連続した24小節の楽譜が用いられている。この24小節の楽譜は他の作曲家も重く用いている。第4楽章は1822年の「4thpiece」という名前のスケッチに基づいている。

### アドリアン・ガジウの交響曲第4番 “Homage to Beethoven”
2003年、ルーマニアの作曲家アドリアン・ガジウ（Adrian Gagiu）は「自身作曲の4番目の交響曲」“Homage to Beethoven”（ベートーヴェンを讃えて）として、ベートーヴェンの交響曲第10番のものとされるスケッチを取り入れた「交響曲第4番」を作曲した。4楽章形式。ベートーヴェンによる完成形を追求した作品ではないが、全楽章にベートーヴェンが残したスケッチに基づいたメロディが散りばめられており、全体の印象はクーパー版に似ている。MIDI音源がamazon music(us)などで公開されている。2021年に改定版が公表された。ガジウはベートーヴェンの七重奏曲を交響曲に編曲するなどの作業も行った。

## ブラームスの交響曲第1番に関して
ロマン派の作曲家ヨハネス・ブラームスは、ベートーヴェンの音楽を非常に高く評価し、自身の交響曲をベートーヴェンのそれに匹敵するほどの完成度にすることを目指して推敲に推敲を重ね、構想から20年のときを経た1876年、交響曲第1番ハ短調を完成させた。この交響曲第1番は当時、その完成度から「ベートーヴェンに10番目の交響曲ができたようだ」と指揮者のハンス・フォン・ビューローから高く評価されたため、現代でもこの逸話とともに、ブラームスの交響曲第1番は「交響曲第10番」の愛称で呼ばれることがある。

## ゲーテ『ファウスト』との関連
第9番ではシラーの詩を用いたベートーヴェンであるが、第10番ではゲーテの『ファウスト』を用いるアイディアがあったとされている。後世、『ファウスト』に拠った交響作品としては、リストの『ファウスト交響曲』、マーラーの交響曲第8番（第2部で『ファウスト』の終末部の詩を利用）が知られている。オペラでもベルリオーズの『ファウストの劫罰』、グノー『ファウスト』がある。